# 8269 Каландреллі
8269 Каландреллі (8269 Calandrelli) — астероїд головного поясу, відкритий 17 серпня 1988 року.
Тіссеранів параметр щодо Юпітера — 3,388.